# La mujer del reloj
La mujer del reloj es la primera novela del escritor español Álvaro Arbina. Perteneciente al género histórico y con retazos de thriller, está ambientada en los años de la guerra de la Independencia española. Sus páginas recorren diversos puntos de la geografía española, como la Llanada Alavesa, Madrid, Cádiz o la isla de Cabrera.

## Sinopsis
El libro recoge las andanzas de Julián de Aldecoa, un joven de dieciséis años. Este huye del general francés Louis Le Duc y, al mismo tiempo, trata de desentrañar el misterio que rodea al asesinato de su padre. Son estos dos motivos los que le llevan a verse envuelto en los principales acontecimientos de la guerra de la independencia contra los franceses.

## Crítica
En general, la recepción de la novela fue positiva. El profesor de literatura y también autor José Luis Martín Nogales destaca, en su reseña para la web literaria Zenda, «la rigurosa documentación del relato». Asimismo, asegura que el libro tiene ecos de «escritores franceses como Dumas o Víctor Hugo y al Galdós de los Episodios Nacionales, al recrear momentos de la historia del siglo XIX entrelazados con crímenes, melodramas, enfrentamientos bélicos y amores imposibles». David Yagüe, de 20 minutos, concuerda en señalar la influencia de esos autores en la obra. Alaba también la forma en que se relata la guerra de independencia.